# Siegmar Klotz
Siegmar Klotz (Merano, 28 ottobre 1987) è un ex sciatore alpino e sciatore freestyle italiano.

## Biografia

### Stagioni 2007-2015
Originario di Lana, Klotz ha inizialmente gareggiato nello sci alpino. Nel 2007 ha debuttato in Coppa Europa disputando una discesa libera a Sarentino senza riuscire a terminare la prova. Nello stesso anno ai Mondiali juniores di Altenmark in Austria è giunto 15º nel supergigante. Il 16 gennaio 2009 ha partecipato alla sua prima gara di Coppa del Mondo, una supercombinata tenutasi a Wengen in Svizzera, concludendo 29º.
Nel 2010 ha conquistato il suo primo successo in Coppa Europa nella discesa libera di Les Orres in Francia, oltre a concludere secondo nella classifica di specialità alla fine della stagione. Nel 2013 ha ottenuto i suoi tre piazzamenti nei primi dieci in Coppa del Mondo, concludendo al decimo posto la supercombinata di Wengen e i supergiganti di Kitzbühel e Lillehammer Kvitfjell, e ha preso parte ai suoi unici ai Campionati mondiali: a Schladming 2013 si è classificato 22º nel supergigante e non ha concluso la supercombinata.

### Stagioni 2016-2021
Si è ritirato dalle competizioni di sci alpino al termine della stagione 2015-2016; la sua ultima gara in Coppa del Mondo è stato il supergigante di Lillehammer Kvitfjell del 13 marzo (31º) e la sua ultima gara in carriera il supergigante dei Campionati italiani 2016, il 25 marzo a Sella Nevea, che non ha completato.
Dalla stagione 2015-2016 Klotz ha iniziato a gareggiare nel freestyle, specialità ski cross. Ha esordito in Coppa Europa il 27 febbraio 2016 a Grasgehren (46º) e in Coppa del Mondo il 9 dicembre dello stesso anno a Val Thorens (29º); il 27 novembre successivo ha ottenuto il suo unico podio in Coppa Europa (3º a Pitztal) e il 13 dicembre seguente ha colto il miglior risultato in Coppa del Mondo (4º ad Arosa). Ha preso parte a un'edizione dei Campionati mondiali, Sierra Nevada 2017 (8º), e a una dei Giochi olimpici invernali, Pyeongchang 2018 (20º); si è ritirato all'inizio della stagione 2020-2021 e la sua ultima gara è stata la prova di Coppa del Mondo disputata ad Arosa il 15 dicembre, chiusa da Klotz al 60º posto.

## Palmarès

### Sci alpino

#### Coppa del Mondo
- Miglior piazzamento in classifica generale: 49º nel 2013

#### Coppa Europa
- Miglior piazzamento in classifica generale: 13º nel 2010
- 4 podi (3 in discesa libera, 1 in supercombinata):
  - 1 vittoria
  - 1 secondo posto
  - 2 terzi posti

##### Coppa Europa - vittorie
| Data            | Località  | Paese   | Specialità |
| --------------- | --------- | ------- | ---------- |
| 28 gennaio 2010 | Les Orres | Francia | DH         |

Legenda:

DH = discesa libera

#### Campionati italiani
- 3 medaglie[2]:
  - 2 argenti (discesa libera nel 2013; discesa libera nel 2015)
  - 1 bronzo (discesa libera nel 2010)

### Freestyle

#### Coppa del Mondo
- Miglior piazzamento in classifica generale: 109º nel 2017
- Miglior piazzamento nella classifica di ski cross: 22º nel 2017

#### Coppa Europa
- Miglior piazzamento nella classifica di ski cross: 42º nel 2017
- 1 podio:
  - 1 terzo posto

#### Campionati italiani
- 1 medaglia:
  - 1 oro (ski cross nel 2019)